# Elaeagnus rotundata
Elaeagnus rotundata là một loài thực vật có hoa trong họ Elaeagnaceae. Loài này được Nakai mô tả khoa học đầu tiên năm 1916.